# Aegiphila ferruginea
Espèce
Statut de conservation UICN

 NT  : Quasi menacé
Aegiphila ferruginea est une espèce de plantes du genre Aegiphila de la famille des Lamiaceae.